# Raonament clínic
El terme raonament clínic es fa servir en medicina i ciències de la salut. Es refereix a processos de pensament, acció i presa de decisions que fan les persones clínicament actives (metges, personal d'infermeria, fisioterapeutes, etc.) sols o en converses amb companys professionals i/o el pacient interessat.
Al mateix temps, el terme significa una àmplia varietat d'enfocaments científics per investigar, comprendre, classificar i millorar els processos del raonament clínic. L'objectiu del raonament clínic és el millor procediment possible per al pacient/client individual en el context de reconèixer i anomenar una malaltia (diagnòstic), el seu tractament (teràpia) i possiblement també durant un llarg procés de rehabilitació i seguiment.

## Pilars del raonament clínic
Segons Klemme & Siegmann, el coneixement (vegeu també medicina basada en l'evidència, empirisme) de la professió respectiva i del metge que treballa en aquesta professió és un dels pilars més importants del procés del raonament clínic. Aquest coneixement s'obté a partir del coneixement fets biomèdics, del coneixement del curs natural de la patologia i, finalment, però no menys important, de l'experiència personal. Tot i això, no només la quantitat de coneixement és decisiva, sinó la capacitat d'aplicar-lo de manera rendible en la situació clínica específica.
Un segon pilar en el procés de RC és la cognició. L'adquisició i el processament d'informació, així com la reflexió sobre la situació actual, el problema del pacient i les mesures que se'n derivaran, poden tenir lloc cronològicament abans, durant i després del contacte amb el pacient / client. Depenent del tipus de reflexió i de la situació, aquest procés té lloc de manera implícita (més aviat inconscientment, no verbalitzada directament) o de manera explícita i conscient. La presa de decisions clíniques es pot fer de diverses maneres. Es poden desenvolupar suposicions (hipòtesis) sobre possibles causes o connexions (raonament hipotètic-deductiu), que es poden confirmar (verificar) o rebutjar de nou d'una gran varietat de formes (proves i avaluacions, resultats de laboratori, etc.) - considerat incorrecte (falsificat) - esdevenir.
Depenent dels antecedents de l'experiència, es poden reconèixer patrons de símptomes típics coneguts i se'ls pot assignar un procediment adequat. Idealment, el practicant reflexionarà sobre el seu propi pensament i continuarà revisant-lo críticament. Aquest procés, el tercer pilar de CR, es coneix com a metacognició. Els processos de CR es poden aprendre, formar i especificar en funció de la tasca i l'àrea d'activitat.

## Formularis CR
Feiler diferencia sis formes de CR:
- Raonament científic : inclou el pensament lògic i de fet o el vessant científic.
- Raonament interactiu : pensament guiat per sentiments, percepció i observació, nivell de relacions.
- Raonament condicional : pensament guiat per la imaginació i interpretació del terapeuta.
- Raonament narratiu : pensar en històries i a través d'elles.
- Raonament pragmàtic : pensament objectiu i capacitat d'actuar segons punts de vista pragmàtics.
- Raonament ètic : pensament determinat per actituds, actituds i valors.

## Proves individuals
1. ↑  R. Hagedorn: Umsetzung von Modellen in die Praxis. In: C. Jerosch-Herold, U. Marotzki, B. M. Hack, P. Weber (Hrsg.): Ergotherapie-Reflexion und Analyse – Konzeptionelle Modelle für die Praxis. Springer, 1999.
2. ↑  M. A. Jones, D. A. Rivett: Clinical Reasoning in der Manuellen Therapie. Grundlagen und 23 Fallbeispiele von namhaften Therapeuten. Urban & Fischer, München/ Jena 2006.
3. 1 2  B. Klemme, G. Siegmann: Clinical Reasoning. Therapeutische Denkprozesse lernen. Thieme, Stuttgart 2006.
4. ↑  Arxivat [Date missing], at www.physio-akademie.de Error: unknown archive URL auf: physio-akademie.de.
5. ↑  www.patient-als-partner.de
6. ↑  Arxivat [Date missing], at www.physio-akademie.de Error: unknown archive URL auf: physio-akademie.de
7. ↑  M. Feiler: Klinisches Reasoning in der Ergotherapie. Überlegungen und Strategien im therapeutischen Handeln. (= Ergotherapie - Reflexion und Analyse). Springer, 2003, ISBN 3-540-67698-8.